# Giro de Lombardía 1972
El Giro de Lombardía 1972, la 66.ª edición de esta clásica ciclista, se disputó el 7 de octubre de 1972, con un recorrido de 266 km entre Milán y Como. El vencedor final fue el belga Eddy Merckx, por delante del francés Cyrille Guimard y el italiano Felice Gimondi, que fueron segundo y tercero respectivamente. 

## Clasificación final
| Posición | Ciclista           | Equipo                           | Tiempo     |
| -------- | ------------------ | -------------------------------- | ---------- |
| 1        | Eddy Merckx        | Molteni                          | 6h 47' 54" |
| 2        | Cyrille Guimard    | Gan-Mercier-Hutchinson           | + 1' 27"   |
| 3        | Felice Gimondi     | Salvarani                        | m. t.      |
| 4        | Frans Verbeeck     | Watney-Avia                      | m. t.      |
| 5        | Antoine Houbrechts | Salvarani                        | m. t.      |
| 6        | Joop Zoetemelk     | Flandria-Beaulieu                | m. t.      |
| 7        | Raymond Delisle    | Peugeot-Michelin-BP              | + 1' 30"   |
| 8        | Willy De Geest     | Van Cauter-Magniflex-De Gribaldy | + 1' 39"   |
| 9        | Franco Bitossi     | Filotex                          | m. t.      |
| 10       | Michele Dancelli   | Scic                             | m. t.      |